# NGC 6888
NGC 6888 je emisijska maglica u zviježđu Labudu. 
Maglicu rasvjetljuje Wolf-Rayetova zvijezda WR 136 (HD 192163). Maglica je stvorena brzim zvjezdanim vjetrom od te zvijezde koja se srazila s i energizirala sporiji vjetar koji je ibzbacila zvijezda koja je postala crveni div prije oko 250.000 do 400.000 godina. Ishod sraza je ljuska i dva udarna vala. Jedan se kreće prema vani, a drugi prema unutra. Udarni val koji se kreće prema unutra zagrijava zvjezdani vjetar do temperatura isijavanja X-zraka.

## Vanjske poveznice
- (engl.) SEDS: NGC 6888
- (engl.) Hartmut Frommert: Revidirani Novi opći katalog
- (engl.) Izvangalaktička baza podataka NASA-e i IPAC-a
- (engl.) Astronomska baza podataka SIMBAD
- (engl.) VizieR
- (engl.) Auke Slotegraaf: NGC 6888 Deep Sky Observer's Companion
- (engl.) Courtney Seligman: Objekti Novog općeg kataloga: NGC 6850 - 6899